# Observatorio Lick

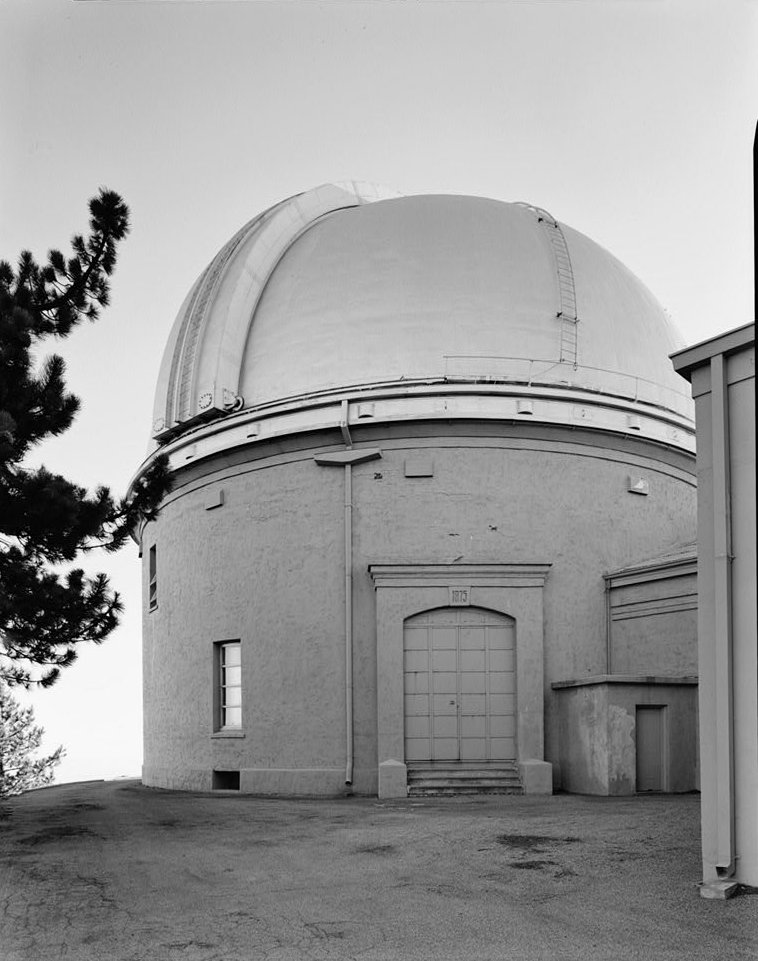
Observatorio Lick.

El observatorio Lick es un observatorio astronómico dependiente de la Universidad de California y situado en la cima del Monte Hamilton, a 1300 m de altitud y a pocos kilómetros de la ciudad de San José, California. El observatorio se dirige desde un centro de investigación en Santa Cruz, donde se desplazó la mayor parte del personal científico a mediados de los años 60.

## Historia del observatorio
El observatorio Lick fue fundado en 1888 gracias a una donación del millonario James Lick, quien había llegado a amasar una fortuna con bienes raíces durante la avalancha del oro en California en 1849. En 1874 anunció su intención de donar 700.000 dólares para la fundación de un observatorio astronómico, con el cual perpetuar su nombre. Lick falleció en 1887 antes de ver construido el centro y su cuerpo fue enterrado en el lugar en el que este se construiría más tarde, existiendo una placa que conmemora tal hecho. El primer director del observatorio fue Edward Singleton Holden.
El telescopio principal del observatorio era un telescopio refractor de 91 cm de diámetro inaugurado el 3 de enero de 1888, el más grande del mundo hasta la construcción del telescopio refractor del Observatorio Yerkes en 1897: las lentes de ambos instrumentos fueron pulidas por la firma norteamericana Alvan Clark and Sons, concretamente por Alvan Graham Clark. En abril de ese año se iniciaron los trabajos de investigación convirtiéndose en el primer telescopio del mundo situado en una alta montaña y permanentemente ocupado.
Gracias a la potencia de su telescopio Edward Emerson Barnard pudo descubrir visualmente, en 1892, la quinta luna de Júpiter; también llegó a avistar cráteres sobre el disco de Marte, pero no se atrevió a publicar este descubrimiento por miedo al ridículo.
En 1895 sería descubierto el satélite oscuro de la estrella Proción, una enana blanca de magnitud 13.ª.

### "Estación Chile"
En 1903 se construyó en el Cerro San Cristóbal, Santiago de Chile, un observatorio filial (o "sección chilena"), también conocido localmente como "Observatorio Lick". Su instalación correspondió a una iniciativa de la institución californiana y su director William Wallace Campbell, para estudiar la velocidad radial de las estrellas en los cielos sobre el Hemisferio Sur. Esta instalación, que contaba con un telescopio gemelo al de California (refractor de 93 cm) y un espectrógrafo,  se denominó en los documentos oficiales "Observatorio Lick del Sur" (Lick Southern Observatory) o "Estación Chile del Observatorio Lick" (Chile Station of the Lick Observatory).
La labor estadounidense en Santiago se extendió hasta 1928. Entonces el diplomático y magnate conservador Manuel Foster Recabarren compró esta instalación y la donó a la Universidad Católica de Chile, su actual propietaria. Esta universidad chilena lo operó hasta la década de 1940, pero lo mantuvo abandonado por los siguientes cuarenta años, quedando rodeado en el intertanto de antenas de radio, copas de árboles y una creciente contaminación lumínica y atmoférica. Llamado actualmente Observatorio Manuel Foster UC, fue reacondicionado en 1981 y volvió a operar en actividades docentes y de extensión hasta 1995, cuando nuevamente dejó de operar. En 2010 fue declarado oficialmente Monumento Histórico. Desde entonces ha sido abierto esporádicamente al público el Instituto de Astrofísica de dicha casa de estudios con motivo de la celebración del Día del Patrimonio, con planes a convertirse en un centro de divulgación científica y cultural.

### Expedición al eclipse australiano de 1922

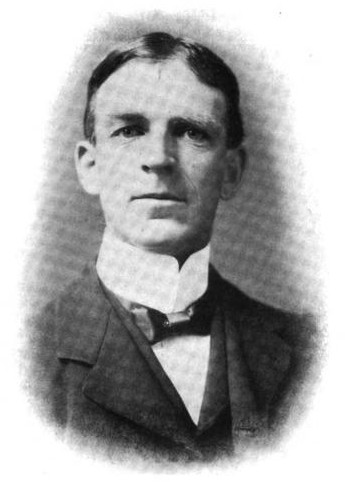
Campbell William Wallace, director del Observatorio Lick que contribuyó a validar la teoría de la relatividad general en 1922.

El director del Observatorio Lick, William Wallace Campbell, encabezó una expedición en 1922 a Australia, con el fin de registrar un eclipse de Sol y su influencia sobre la observación del planeta Mercurio. Estas observaciones sirvieron de evidencia para validar (tras otras observaciones previas de eclipses que fueron consideradas menos precisas) la teoría de la relatividad planteada por Albert Einstein.

### Contaminación lumínica
En los años 1970 el aumento de la contaminación del área asociado con la actividad industrial del cercano Sillicon Valley y la contaminación lumínica creciente de la ciudad de San José comenzaron a disminuir la calidad de las observaciones del observatorio. Aunque se consideró la posibilidad de desplazar la mayor parte de los telescopios a un lugar alternativo, la falta de los fondos necesarios impidieron tal solución. Finalmente en los años 1980 se comenzó un programa de instalación de lámparas de sodio de bajo nivel de contaminación lumínica. El resultado fue que la cima del Monte Hamilton continúa siendo un lugar viable para la mayor parte de las instalaciones del observatorio.

## Descubrimientos significativos realizados en Lick
Los siguientes objetos astronómicos fueron descubiertos en el Observatorio Lick:
- Varias lunas de Júpiter
  - Amaltea
  - Ananké
  - Elara
  - Himalia
  - Lisitea
  - Sinope (descubrimiento en disputa)

- Varios planetas extrasolares
  - Sistemas planetarios triples
    - Upsilon Andromedae (junto al Observatorio Whipple)
    - 55 Cancri

  - Sistemas planetarios dobles
    - HD 38529 (confirmación por el Telescopio Keck)
    - HD 12661 (confirmación por el Telescopio Keck)
    - GJ 876 (confirmación por el Telescopio Keck)
    - 47 Ursa Majoris

  - NGC 1068